# Amt für Kirchliche Denkmalpflege

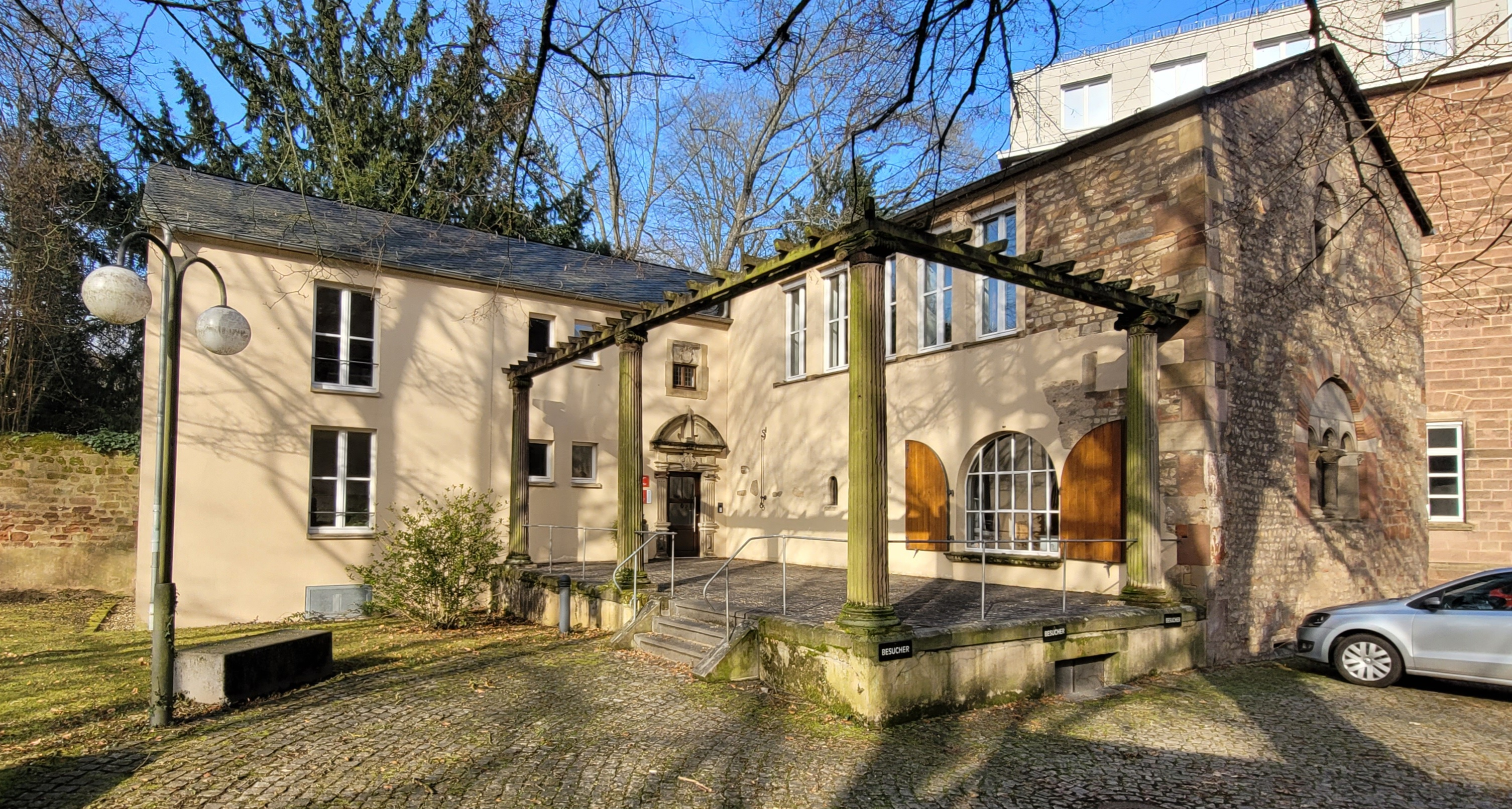
Dienstgebäude des Amtes für Kirchliche Denkmalpflege, Trier

Das Amt für Kirchliche Denkmalpflege des Bistums Trier ist eine kirchliche Denkmalbehörde und erfüllt neben innerkirchlichen z. T. auch die hoheitlichen Aufgaben (Genehmigung und Vollzug des Denkmalschutz) im Bereich der Bau-, Kunstdenkmalpflege und der archäologischen Denkmalpflege. Daneben ist die Erforschung des kulturellen Erbes und Vermittlung von kirchlicher Kunst als Kulturgut und Glaubenszeugnis sowie als Hilfe für Verkündigung und Liturgie ein weiteres Arbeitsfeld der Behörde.

## Geschichte und Aufgaben
Seit 1927 bestand im Bistum Trier das Amt des Diözesankonservators. Daraus ging das Konservatoramt des Bistums, später das Amt für Kirchliche Denkmalpflege hervor. Die Behörde ist gemäß Denkmalschutzgesetz (Rheinland-Pfalz) staatlich anerkannt und übernimmt seit 1978 im rheinland-pfälzischen Teil des Bistums die Aufgaben der Unteren Denkmalbehörde für alle unter Aufsicht des Bistums stehenden Körperschaften. Neben der Beratung und Begleitung von Restaurierungs- und Erhaltungsmaßnahmen an Kulturdenkmälern, stellt die Inventarisierung der kirchlichen Kunstobjekte eine Hauptaufgabe des Amtes dar. Die Mitarbeiter des Amtes erstellen wissenschaftliche Stellungsnahmen (externe Fördermittelgeber, im Rahmen von Transformationsprozessen etc.) und evaluieren das archäologischen Potentials im Rahmen von Bauprojekten auf allen kirchlichen Liegenschaften. Mit mehr als 130.000 Fotografien kirchlicher Kunstdenkmäler verfügt das Amt über eines der größten Fotoarchive im Bistumsgebiet. Seit 1988 veröffentlicht das Amt für Kirchliche Denkmalpflege seinen Jahresbericht im Archiv für mittelrheinische Kirchengeschichte.

## Diözesankonservatoren
- Heinrich von Meurers (1926–1938)
- Nikolaus Irsch (1938–1952)
- Alois Thomas (1952–1966)
- Franz Ronig (1966–1997)
- Barbara Daentler (1997–2023)
- Georg Breitner (2023–)